# Додсон, Тревис
Трэвис Додсон, англ. Travis Dodson (род. 14 октября 1985, Силвер-Сити, Нью-Мексико) — морской пехотинец США в отставке; паралимпиец.
Додсон служил в Корпусе морской пехоты США во время Иракской войны. В 2007 году был ранен ручной гранатой, ему оторвало левую ногу по бедро и правую ногу ниже колена.

## Карьера
Он выступал за сборную Соединённых Штатов Америки на зимних Паралимпийских играх 2014 года, проходивших в Сочи (Россия), в лыжных гонках (классический мужской спринт на 1 км и на 10 км) и биатлоне (на 7,5 км и на 15 км). На зимних Паралимпийских играх 2018 года, проходивших в Пхёнчхане (Южная Корея), он перешёл в сборную по парахоккею с шайбой. Входил в состав команды, завоевавшей золотые медали.